# تيم كاري (سياسي)
تيم كاري هو محامي وسياسي أمريكي، ولد في 18 سبتمبر 1938 في توليا في الولايات المتحدة، وتوفي في 24 أبريل 2009 في فورت وورث في الولايات المتحدة بسبب سرطان الرئة. نشط حزبياً في الحزب الديمقراطي والحزب الجمهوري.